# Stepčići
Stepčići, popis 1991; skupaj: 44
Stepčići (italijansko Stepici) so naselje na Hrvaškem, ki geopolitično spada pod občino Kršan; le-ta pa spada pod Istrsko županijo.

## Demografija
| Pregled števila prebivalstva po letih | Pregled števila prebivalstva po letih | Pregled števila prebivalstva po letih | Pregled števila prebivalstva po letih | Pregled števila prebivalstva po letih | Pregled števila prebivalstva po letih | Pregled števila prebivalstva po letih | Pregled števila prebivalstva po letih | Pregled števila prebivalstva po letih | Pregled števila prebivalstva po letih | Pregled števila prebivalstva po letih | Pregled števila prebivalstva po letih | Pregled števila prebivalstva po letih | Pregled števila prebivalstva po letih | Pregled števila prebivalstva po letih |
| ------------------------------------- | ------------------------------------- | ------------------------------------- | ------------------------------------- | ------------------------------------- | ------------------------------------- | ------------------------------------- | ------------------------------------- | ------------------------------------- | ------------------------------------- | ------------------------------------- | ------------------------------------- | ------------------------------------- | ------------------------------------- | ------------------------------------- |
| 1857                                  | 1869                                  | 1880                                  | 1890                                  | 1900                                  | 1910                                  | 1921                                  | 1931                                  | 1948                                  | 1953                                  | 1961                                  | 1971                                  | 1981                                  | 1991                                  | 2001                                  |
| 0                                     | 0                                     | 100                                   | 88                                    | 89                                    | 89                                    | 0                                     | 0                                     | 0                                     | 66                                    | 56                                    | 57                                    | 57                                    | 44                                    | 42                                    |